# Motocykl sportowo-turystyczny

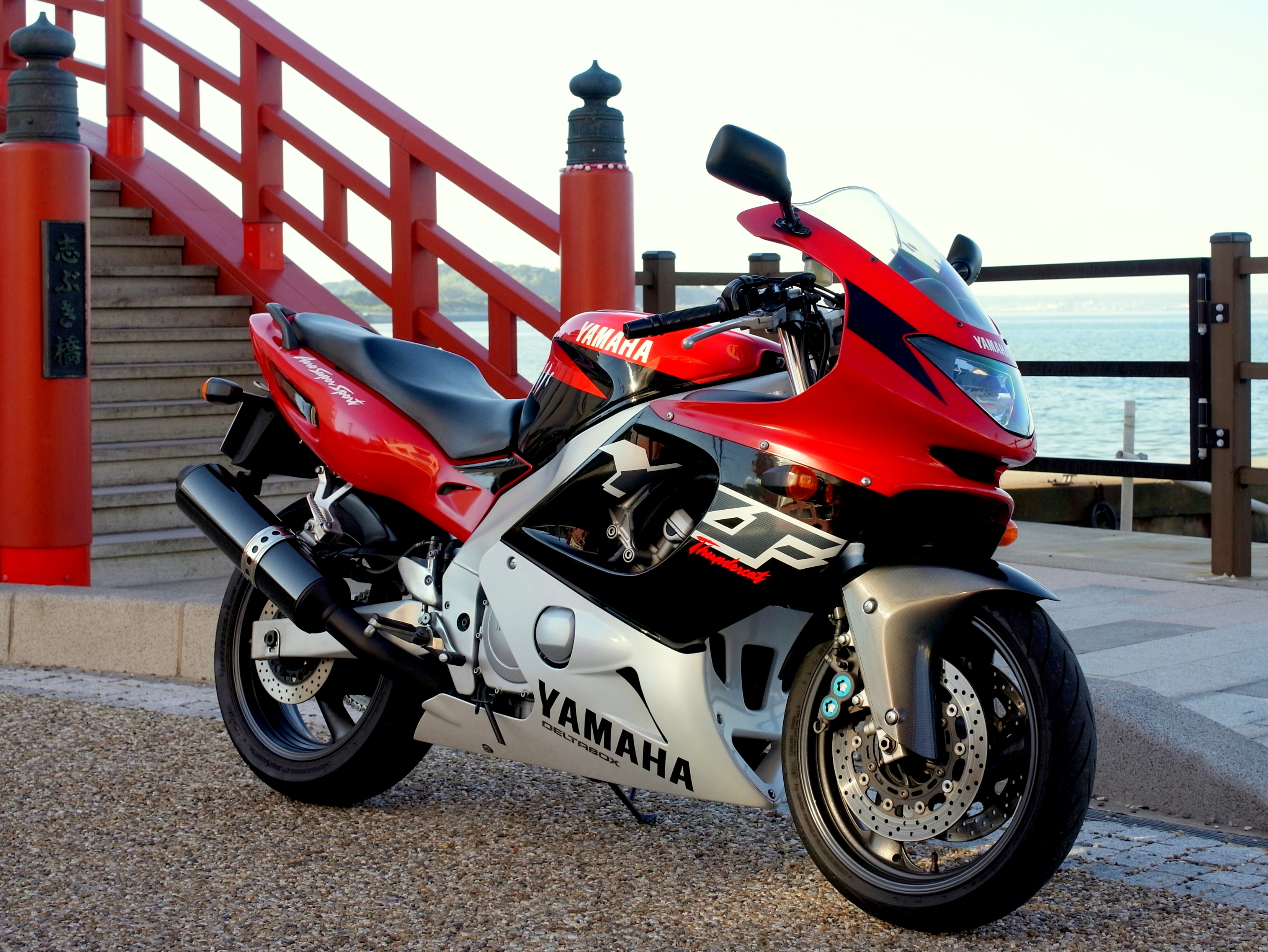
Yamaha YZF600R Thundercat

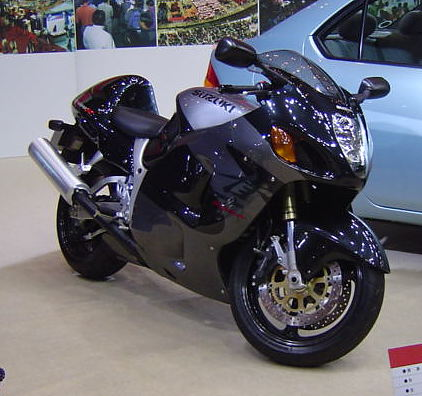
Suzuki GSX 1300R Hayabusa

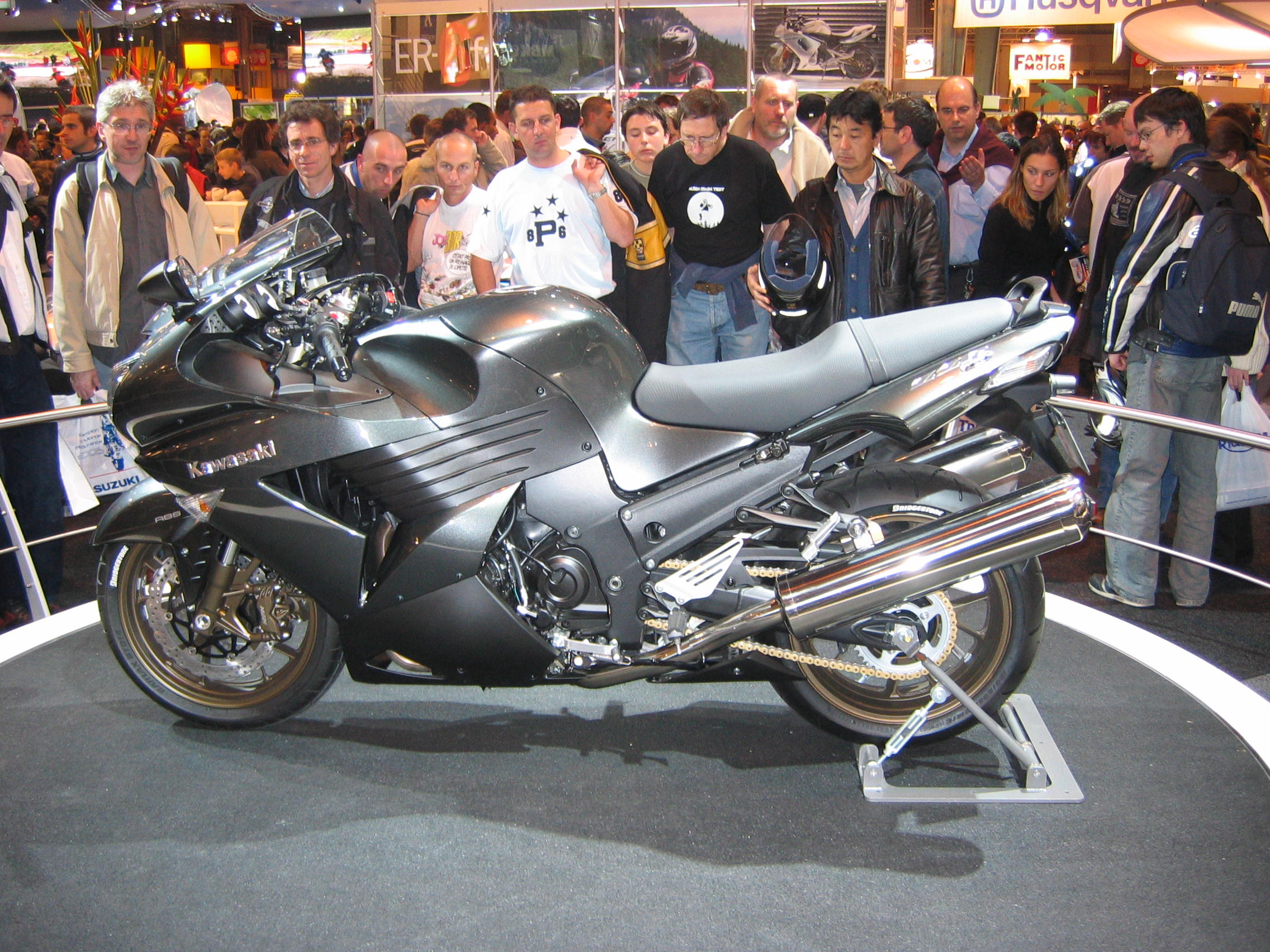
Kawasaki ZZ-R 1400 / ZX-14

Sportowo-turystyczny (ang. sport touring) – motocykl zwany także szosowym będący połączeniem motocykla turystycznego i sportowego, z którym dzieli wygląd. Motocykle tej grupy charakteryzują się wysokimi osiągami jak motocykle sportowe jednak w przeciwieństwie do nich cechuje je komfort jazdy zbliżony do motocykli turystycznych: bardziej wyprostowana pozycja kierowcy, wygodniejsze siedzenie i zawieszenie zestrojone bardziej miękko. Motocykle tej grupy wykorzystywane są do tzw. szybkiej turystyki.
Wśród tego segmentu znajdują się motocykle renomowanych marek Honda, Kawasaki, Yamaha, BMW.
Przykładowe motocykle sportowo-turystyczne:
- Suzuki GSX 600F

- Suzuki GSX 1300R Hayabusa
- Kawasaki ZX-11 NINJA
- Kawasaki ZZ-R 1200
- Honda CBR 1100XX Blackbird
- Honda VFR 800
- Yamaha YZF 1000 R Thunderace
- Yamaha FJ1200
- BMW K 1200 RS